# Operclipygus lunulus
Operclipygus lunulus  (лат.) — вид мелких жуков-карапузиков из семейства Histeridae (Histerinae, Exosternini). Центральная Америка: Панама. Длина 1,59—1,62 мм, ширина 1,22—1,28 мм. Цвет красновато-коричневый. Вид был впервые описан в 2013 году энтомологами Майклом Катерино (Michael S. Caterino) и Алексеем Тищечкиным (Santa Barbara Museum of Natural History, Санта-Барбара, США). Вид O. lunulus был отнесён к группе видов Operclipygus dubius, близок к виду Operclipygus dubius, отличаясь особенностями строения.